# Вестхольм, Якоб
Якоб Вестхольм (эст. Jakob Westholm; 12 мая 1877 года, Пальмсе — 9 марта 1935 года, Таллин) — крупнейший эстонский педагог и организатор образования.

## Биография
Среднее образование получил в школе Палмсе (1886—1894) и Тартуском педагогическом колледже (1894—1898). С 1909 по 1915 год изучал право, философию и математику в Тартуском университете.
С 1903 года жил и работал в Таллине. В 1905 году возглавил школу, а в 1907 году стал её владельцем. Поэтапно поднимая уровень обучения, довёл своё учебное заведение до уровня гимназии. Впоследствии тут получил образование известный впоследствии эстонский писатель Яан Кросс.
Вестхольм содержал школу до своей смерти в 1935 году. В завещании отписал ей движимого и недвижимого имущества на сумму 140 000 крон. Школа продолжила свою работу как Гимназия Якоба Вестхольма.
Участник войны за независимость Эстонии (1919). Один из организаторов среднего образования в Эстонии. Член Учредительного собрания Эстонии (1919—1920), Государственного собрания Эстонии (1920—1931).
Состоял членом Эстонской народной партии.

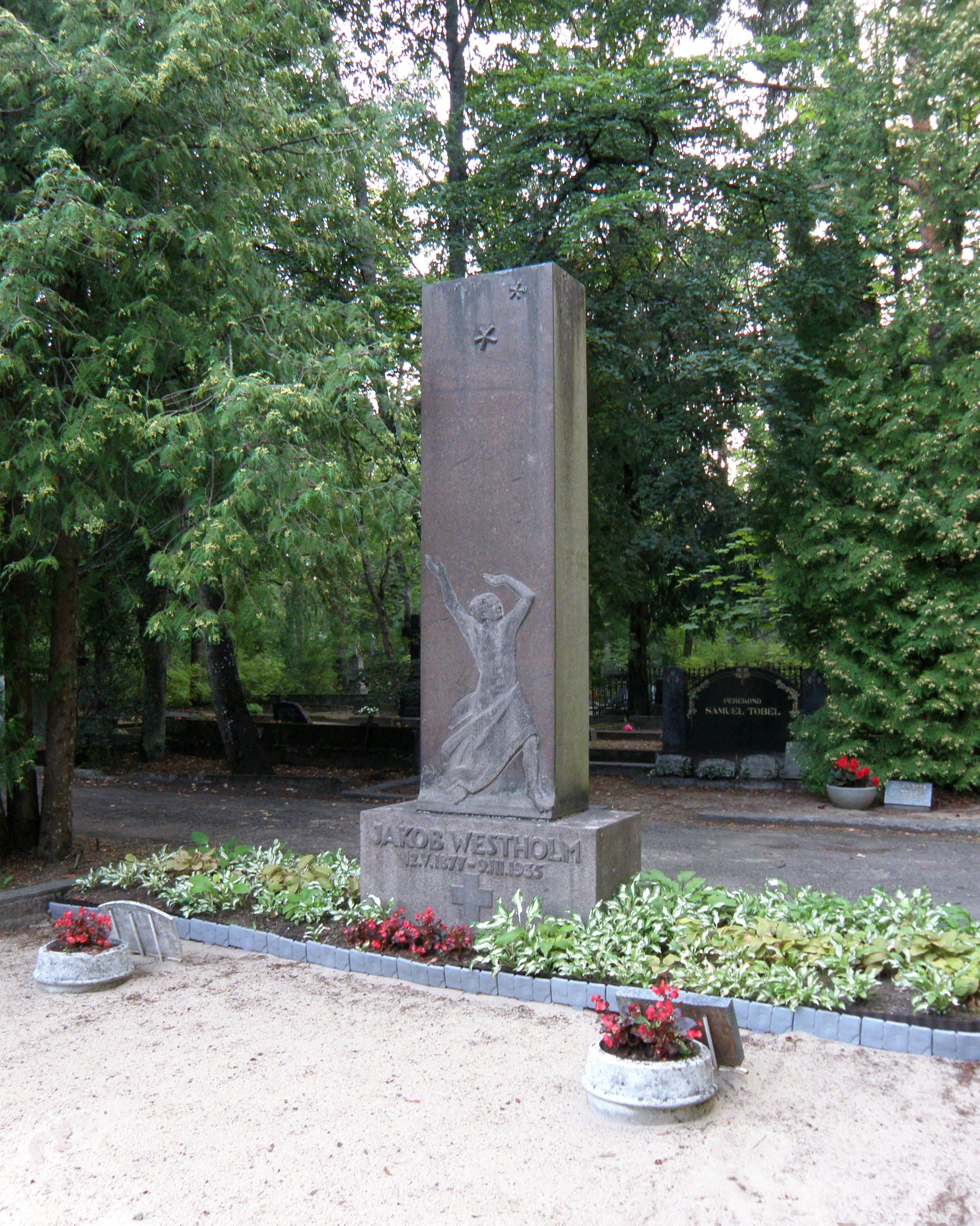
Могила Вестхольма

Похоронен на кладбище Рахумяэ, надгробие — Юхан Раудсепп.

## Память
Именем Якоба Вестхольма названа гимназия в Таллине.